# 特哈多
特哈多，是西班牙卡斯蒂利亚-莱昂索里亚省的一个市镇。总面积78平方公里，总人口194人（2001年），人口密度2人/平方公里。